# Paspalum laeve
Paspalum laeve är en gräsart som beskrevs av André Michaux. Paspalum laeve ingår i släktet tvillinghirser, och familjen gräs. Inga underarter finns listade i Catalogue of Life.

## Bildgalleri

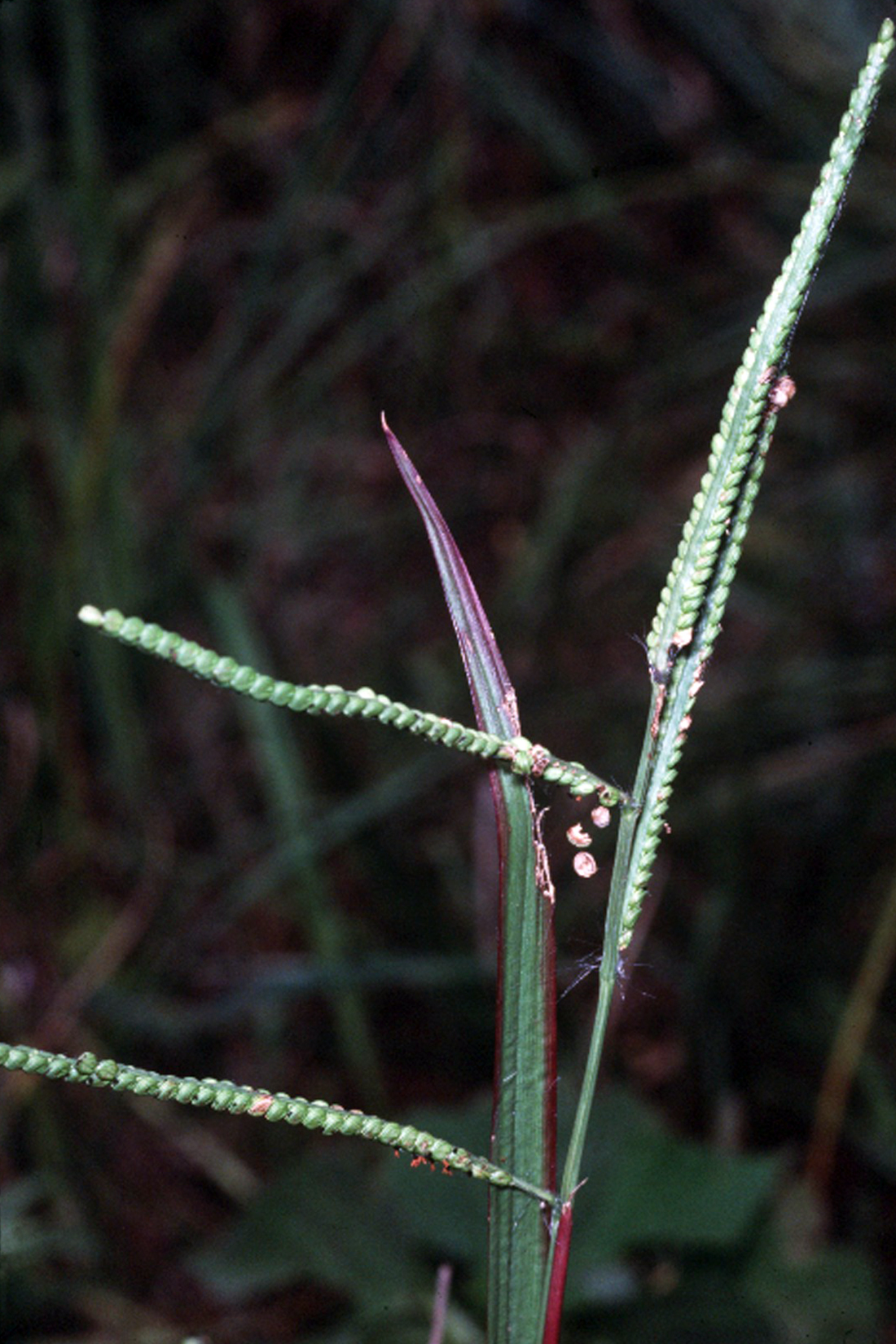